# Baird Thomas Spalding
Baird Thomas Spalding (ur. 1857 w Anglii, zm. 1953 w Arizonie) – amerykański pisarz.
Twórca książki "Życie i nauka mistrzów Dalekiego Wschodu" opisującej wyprawę 11 osobowej ekspedycji naukowej która w 1894 roku wyruszyła na Daleki Wschód. Wyprawa dotarła do wielkich nauczycieli duchowych z gór himalajskich (głównie z terenów Indii i Tybetu). Książka w pięciu tomach opisuje przeżycia osób biorących udział w tej wyprawie i ich kontakty z nauczycielami duchowymi. Pierwszy tom powstał w 1924, potem kolejno: tom 2 w 1927, tom 3 w 1935, tom 4 w 1948 i tom 5 w 1955.
Tom 6 powstał w 1996 i jest kompilacją treści wystąpień Spaldinga oraz pytań i odpowiedzi powstałych podczas jego prelekcji. Zbiór filozoficznych myśli, doświadczeń i wykładów jakich byli świadkami członkowie ekspedycji dotyczy sensu ludzkiego życia.